# Oshawa
Pour les articles homonymes, voir Oshawa.
Oshawa est une ville industrielle canadienne de la province de l'Ontario. Au recensement de 2016, on y dénombrait une population de 159 458 habitants. Pour la région métropolitaine de recensement d'Oshawa, la population s'élève à plus de 330 594 habitants.

## Situation
Située sur le lac Ontario, elle est à 56 kilomètres à l'est du centre-ville de Toronto.

## Chronologie municipale
L'année de constitution de la ville est 1857.

## Histoire
À l'origine, Oshawa était un poste de traite pour le commerce des fourrures. Ces dernières étaient chargées sur des canots par les Indiens Mississauga dans le port d'Oshawa et transportées dans des postes de traite situés plus à l'ouest, à l'embouchure de la rivière Credit. Durant les années  1760, quelques colons français construisirent un poste de traite près du port. Celui-ci fut abandonné au bout de quelques années et ses ruines fournirent un abri pour les premiers résidents de ce qui deviendra Oshawa. Parmi les premiers résidents de cette communauté, un commerçant de fourrures, Moody Farewel, contribua, comme il sera précisé plus bas, à donner un nom à la localité.
À la fin du XVIIIe siècle, Roger Conant exportait du saumon aux États-Unis. Son succès attira des migrants dans la région. Un grand nombre des fondateurs étaient des loyalistes de l'Empire-Uni qui avaient quitté les États-Unis pour vivre sous la couronne britannique. Par la suite, l'arrivée d'immigrés irlandais, puis de Canadiens français augmenta avec l'industrialisation. Oshawa et le comté voisin d'Ontario étaient peuplés par un nombre très élevés de migrants venant de Cornouailles lors la grande émigration provenant de cette région anglaise au cours du XIXe siècle. Aussi, les rapports d'arpentage commandés par le Gouverneur John Graves Simcoe, et les concessions de terres qui s'ensuivirent, contribuèrent à peupler la région. Quand le Colonel Asa Danforth  projeta la route entre York et Kingston, il la fit passer par Oshawa.
En 1822, une "route de colonisation," connue sous le nom de Simcoe Street, a été construite. Elle suivait plus ou moins le chemin d'une ancienne piste autochtone, la Route Nonquon. Celle-ci traversait la route de Kingston, formant une intersection qui deviendrait par la suite les "Quatre Coins" d'Oshawa. En 1836, Edward Skae choisit cet endroit pour son magasin général. Alors que son magasin devenait plus populaire, sans doute parce qu'il servait également de bureau de poste, l'endroit prit le nom de "Skae's Corners". En 1842, Skae, le maitre de poste, faisait une demande pour que son bureau de poste devînt officiel. Mais on lui fit savoir que la communauté avait besoin d'un autre nom. Moody Farewell demanda alors aux autochtones comment était appelée la région, et leur réponse fut "Oshawa" (ce qui veut dire "là où nous devrons laisser nos canots"). C'est ainsi que le nom d'Oshawa a été adopté. En 1850, Oshawa devient une ville.
Celle-ci devenait alors un centre industriel. En 1876, Robert Samuel McLaughlin, Sr. y fixa le site de construction de ses chariots, profitant du port et de la proximité d'une voie de chemin de fer. Il construisit un bâtiment de deux étages, auquel furent vite ajoutés d'autres édifices. Le bâtiment originel a été entièrement restructuré en 1929.

### L'origine de l'industrie automobile
En 1907, la McLaughlin Motor Car Company a commencé à fabriquer les automobiles Buick sous le nom de McLaughlin ; résultat de pourparlers entre le col. R. S. McLaughlin et "Billy" Durant. Ce dernier avait créé General Motor aux États-Unis en 1908, et, sept ans plus tard, sa compagnie acquit les droits de fabriquer la marque Chevrolet. Trois ans plus tard, sa société et la Chevrolet Motor Car Company canadienne ont fusionné pour donner naissance à la General Motors of Canada. À la tête de cette opération, le colonel McLaughlin. Sous sa férule, l'usine a connu une expansion rapide. La popularité de l'automobile dans les années 1920 contribua a l'expansion d'Oshawa, dont la population population passa de 4,000 à 16,000 habitants en une dizaine d'années. Cette croissance a permis à Oshawa de devenir ville incorporée le 8 mars 1924.
Avec sa richesse,Robert Samuel McLaughlin fit construire en 1916 l'une des maisons les plus majestueuses du Canada, le « Parkwood ». Ce bâtiment de 55 chambres a été construit en utilisant une main-d'œuvre bon marché, et a été conçu par l'architecte torontois John M. Lyle. McLaughlin y habita 55 ans avec sa femme et leurs cinq enfants. Cette demeure fut construite sur une autre, plus vieille, qui avait trente ans quand elle fut démolie. Devenu site historique national, le « Parkwood » est aujourd'hui ouvert  au public .

### La grève de 1937
Le 8 avril 1937, un conflit entre les 4000 ouvriers de la chaîne d'assemblage et la gestion de General Motors éclatait. Ça devint la grève d'Oshawa, un événement qui s'avère important dans l'histoire de syndicalisme canadien. Quand la lourdeur de la grande dépression commençait à se dissiper, la demande pour les voitures s'accroissait de nouveau. Les ouvriers réclament des salaires plus hauts, une journée de travail de huit heures et des meilleures conditions de travail, ainsi que la reconnaissance de leur syndicat "les Travailleurs unis de l'automobile" (Local 222). Le gouvernement libéral de Mitchell Hepburn de l'époque, qui a été élu sur une plate-forme soutenant les ouvriers, prit la partie des corporations et fit venir des étudiants armés afin de briser l'agitation syndical. Ceux-ci ont été appelés "Sons of Mitches" et n'étaient pas enfin nécessaires. Deux semaines après le déclenchement de la grève, General Motors a cédé aux exigences des ouvriers, sans toutefois reconnaitre le syndicat.

### Après la guerre
En 1950, la ville fusionna avec une partie du canton d'East Whitby, à l'ouest de Park Road. Dans l'essor économique des années 1920, ce territoire a été développé, bien qu'il ne soit pas de la propriété de la ville. L'ouverture du grand Oshawa Shopping Centre (aujourd'hui Oshawa Centre), à moins de deux kilomètres à l'ouest des Quatre Coins, en 1956, porta un coup dur au centre-ville qui ne s'en est jamais remis. Le centre commercial a été construit sur un terrain qui était une ferme improductive.

## Démographie
| 2001    | 2006    | 2011    | 2016    |
| ------- | ------- | ------- | ------- |
| 139 051 | 141 590 | 149 607 | 159 458 |

## Toponyme
Son nom vient de la langue Sénéca et signifie « croisement des courants ».

## Économie
L'industrie automobile, et tout particulièrement la division canadienne de General Motors, sont au centre de l'économie d'Oshawa.
Depuis sa fondation en 1876 en tant que McLaughlin Carriage Company, les quartiers généraux de GMC, de même que des usines d'assemblage majeures se trouvent dans la ville.
La ville est également le site d'établissement de la Windfields Farm, un élevage de chevaux où est né le plus célèbre cheval de course canadien Northern Dancer.

## Sport
Pour le hockey junior évoluent les Generals d'Oshawa.

## Personnalité(s)
- Joe Nieuwendyk, joueur de hockey retraité
- A.J. Cook, actrice
- Wren Blair, entraineur de hockey, y est mort en 2013
- Sean Brown, joueur de hockey
- Donald Jackson, patineur artistique
- Lennon et Maisy Stella, chanteuses
- Josh Bailey, joueur de hockey
- John MacLean, joueur de hockey
- Kevin McClelland, joueur de hockey
- Shawn Thornton, joueur de hockey
- Albert W. Tucker, mathématicien
- Nigel Wilson, joueur de baseball
- Anagram, groupe de punk rock.